# Alfred Tonnellé
Pour les articles homonymes, voir Tonnellé.
Louis Nicolas Alfred Tonnellé, dit Alfred Tonnellé, né le 5 décembre 1831 à Tours et mort le 14 octobre 1858 à Saint-Cyr-sur-Loire, est un écrivain, poète et pyrénéiste français. En une seule campagne, l'été 1858, il réalise plusieurs premières et laisse un journal qui est une des œuvres majeures du pyrénéisme.

## Biographie

### Naissance, origine et études
Louis-Nicolas-Alfred Tonnellé naît à Tours le 5 décembre 1831. Il est le fils de Louis Tonnellé (1803-1860), membre de l'Académie nationale de médecine, chirurgien et directeur de l'École de médecine et de pharmacie de Tours, et le petit-fils de Louis-Henry-Jérôme Tonnellé (1770-1847), également médecin,. Sa mère, Amélie Riffault, d'origine blésoise, est aussi fille de médecin. Alfred Tonnellé est le seul enfant du couple. Ses parents se montrent très attentionnés et le jeune garçon révèle rapidement de grandes aptitudes intellectuelles. Dès l'âge de 8 ans, il s'exprime couramment en anglais.
Élève brillant du lycée de Tours, Alfred Tonnellé intègre à 16 ans la classe de seconde du lycée Louis-le-Grand, à Paris. Cependant qu'il poursuit ses études classiques, il reçoit pendant six années l'enseignement d'un précepteur allemand, ce qui lui permet d'apprendre cette langue. Son père le met également en relation avec le père Alphonse Gratry, aumônier de l'École normale, dont les conférences font naître chez Alfred la passion de la philosophie. En 1850, il obtient le premier prix du concours général en latin. L'année suivante, il est licencié ès lettres et bachelier ès sciences à la Sorbonne.

### Études et voyages
À vingt ans, Alfred Tonnellé traduit à livre ouvert le grec, l'anglais, l'allemand. Il se passionne pour la philosophie, la musique, la peinture, l'architecture, l'archéologie… Il traduit les ouvrages de Wilhelm von Humboldt. Il revient à Tours. Trois années de suite, avec son ami Heinrich, professeur à Lyon, il visite l'Allemagne et la Suisse. En 1857, il se rend en Angleterre. En 1860 son père meurt.

### Les Pyrénées
En 1858, il va retrouver des amis, Alfred Mame, célèbre imprimeur et éditeur de Tours, et sa famille, dans les Pyrénées. Quittant Tours le 5 juillet, il gagne Bordeaux en train, puis Toulouse et prend la diligence pour Luchon. Dès son arrivée, il est séduit par le pays. Il se lance immédiatement dans l'activité du touriste ordinaire : les excursions traditionnelles autour de Luchon. Mais rapidement il dépasse les itinéraires conventionnels, trouve des variantes, de nouveaux itinéraires. Le 15 et le 16, il monte à l'Aneto —alors le Néthou— avec Alfred Mame, son fils Paul, et M. Meauzé. C'est la trente-quatrième ascension de ce pic. Le 30 juillet, la famille Mame repart. Alfred décide de rester. Son attention a été retenue par un sommet aigu, à double pointe, qui l'attire invinciblement : la Forcanada, ou Fourcanade, en catalan Mall dels Puys, en aranais Malh des Pois (2 881 m), encore invaincue. Le 31, il part, avec les guides Ribis et Redonnet, dit Nate. Le dimanche 1er août, après avoir cherché la bonne voie, il est au sommet. Son prénom sera donné au col qui donne accès au sommet : le col Alfred (2 879 m). La descente s'effectue vers Vielha, en val d'Aran. Le 2, ils font le tour du massif de la Maladeta, jusqu'à Benasque, et de là reviennent à Luchon. Le 7, Tonnellé part avec le guide Jean Redonnet, dit Michot, pour Héas et le cirque de Troumouse, d'où il continue vers le Mont Perdu par Gavarnie. À la brèche de Roland, il rencontre deux personnes, dont Henry Russell, avec qui il fait l'ascension. À la descente, il décide de rentrer par l'Espagne, c'est-à-dire la vallée d'Arrasas (aujourd'hui, vallée d'Ordesa), puis les vallées du haut Aragon, région totalement inconnue alors, jusqu'à la vallée de Gistain, celle d'Astos, et retour en France par le port d'Oô. 
Le 18 août, il quitte Luchon, avec pour guide l’un des Lafont-Prince, destination Perpignan, par l'Espagne. Val d'Aran, Andorre, Tonnellé est tenté par l'ascension du Canigou, mais le mauvais temps l'en empêche. Enfin, après maints détours, le 29, il est à Perpignan. Il poursuit son voyage en visitant Narbonne, Carcassonne, Béziers. Son ami Heinrich le rejoint. Le 17 septembre, ils sont à Marseille. Tonnellé est pris par des accès de fièvre, qu'il soigne à la quinine, et qui n'entament pas son énergie. Il continue seul, toujours visitant, et remplissant ses carnets. Le 27 septembre, à Roanne, il est à bout de forces. Il rentre à Tours en train. Une typhoïde s'est déclarée, qui l'emporte le 14 octobre. Il avait vingt-six ans.

### Œuvre
Il rêvait d'entreprendre une œuvre, il en laisse une : ses carnets de voyage, tenus au jour le jour, constituent un des plus grands ouvrages du pyrénéisme. Il laisse la première description des Pyrénées espagnoles.
Il laisse un livre original, durable, quarante ans inconnu, mais qui finalement le tirera de pair et le classera pour toujours au premier rang des écrivains pyrénéistes (le lot est enviable) ! (…) Livre écrit d'un style décisif, au moment décisif, avec la poésie des hautes régions, le sentiment religieux sans affectation, la couleur, même l'ivresse des tons rares (si capiteuse !) mais sans recherche « d'épithètes rares ». Tonnellé peint avec le simple et pur français éternel, qui ne vieillit pas. Il a la rapidité et la précision de la vision, la netteté et la fermeté du rendu. Au sens de la sublimité des ensembles il joint ce qui va être désormais la caractéristique des écrits montagnards : la réalité et la vie exprimées par l'exactitude absolue des détails. (Henri Beraldi, Cent ans aux Pyrénées)

## Publications
Publiées après la mort d'Alfred Tonnellé par son ami G.-A. Heinrich, à la demande de sa mère, Amélie Tonnellé.
- Wilhelm von Humboldt, De l'Origine des formes grammaticales et de leur influence sur le développement des idées. Traduit par Alfred Tonnellé, suivi de l'analyse sur la diversité dans la constitution des langues. Paris, A. Franck, 1859, 77 p.
- Fragments sur l'Art et la philosophie, suivis de notes et de pensées recueillies dans les papiers d'Alfred Tonnellé, Tours, Mame, 1859
- Voyage artistique en Angleterre et à l'exposition de Manchester en 1857, Tours, Mame, 1860, 2 vol.
- Trois mois aux Pyrénées et dans le Midi en 1858, journal de voyage d'Alfred Tonnellé, Tours, Mame, 1859 ; rééd. Monhélios, 2002 ; rééd. Ed. des Régionalismes, 2011 (avec les "Lettres à sa mère" recueillies par Louis Le Bondidier).

## Dans la culture populaire
Dans la comédie Qu'est-ce qu'on a encore fait au Bon Dieu ?, film de Philippe de Chauveron  sorti en janvier 2019, Claude Verneuil, bourgeois tourangeau joué par Christian Clavier, rédige sa biographie.

## Sources et bibliographie
- Henri Beraldi, Cent ans aux Pyrénées, Paris, 1898-1904, sept volumes in-8°. Rééditions par « Les Amis du Livre Pyrénéen », Pau, 1977, puis par la « Librairie des Pyrénées et de Gascogne », Pau, 2001.
- Guillaume-Alfred Heinrich, « Alfred Tonnellé, Notice biographique », dans Alfred Tonnellé. Recueil des écrits consacrés à sa mémoire, Tours, Imprimerie A. Mame, 1864 (lire en ligne), p. 1-49.
- Le Dictionnaire des Pyrénées, Toulouse, Privat, 1999, 923 p. (ISBN 2708968165)
- Alfred Tonnelé, Un météore aux Pyrénées sur http://korpa.fr/tonnelle/tonnelle.html
- Claude Dendaletche, Pyrénées - Guide bibliographique illustré 1545-1955 -  DES LIVRES, DES HOMMES, DES LIEUX, Editions Aubéron, Anglet, 2005. 480 p. relié toile sous jaquette.  (ISBN 9782844980823). Contient une longue notice bibliographique sur Alfred Tonnellé p. 340-341 : "Son livre, édité par sa mère, en souvenir de son fils, est considéré par les collectionneurs comme une des grandes raretés pyrénéistes."... De ce fait, Claude Dendaletche parle très souvent par ailleurs d'Alfred Tonnellé dans sa bibliographie.